# 巽町
巽町（たつみちょう）は、大阪府中河内郡にあった町。現在の大阪市生野区巽各町（巽北、巽中、巽西、巽東、巽南）にあたる。

## 歴史
村名は大坂城から東南（辰巳）の方角に位置することに由来する。

### 沿革
- 1889年（明治22年）4月1日 - 町村制施行により、渋川郡西足代村、矢柄村、伊賀ケ村、大地村、四条村が合併して巽村が発足。大字大地に村役場を設置。
- 1896年（明治29年）4月1日 - 郡の統廃合により、所属郡が中河内郡に変更。
- 1918年（大正7年） 村役場を移転。以後、巽町廃止まで同地にて運営。
- 1948年（昭和23年）1月1日 - 町制施行し、巽町となる。
- 1955年（昭和30年）4月3日 - 大阪市第三次市域拡張（河内編入）により、同市生野区に編入される。同日巽町廃止。町役場跡地は巽小学校東側にあった。現在は児童公園になっており、記念碑も立っている。

## 交通

### 鉄道路線
現在は旧町域にOsaka Metro千日前線の北巽駅、南巽駅が所在するが、当時は未開業。